# Шпирни
Шпирни́ — село у Білоцерківській сільській громаді Миргородського району Полтавської області. Населення становить 6 осіб. Колишній орган місцевого самоврядування — Корнієнківська сільська рада.
Шпирни́ розташовані у лісостеповій місцевості Полтавщини, засновані близько 400 років тому. Поняття вулиці відсутнє, весь час населений пункт називався хутором, хоча по-суті він мав багато ознак села. Визначних пам'яток і музеїв немає. Поруч проходить автошляхТ 1717 (Мостовівщина-Глобине).

## Загальна характеристика
Шпирни́ — населений пункт з хаотичним розташуванням хат по два боки долини. Хати переважно глинобитні (вальковані), дахи яких покриті переважно соломою чи очеретом.
З 1961 року Шпирни радіофіковані. Освітлення центральної садиби (ферми) з 1962 року у вечірній час забезпечувалося автономним дизельним генератором. З 1967 року Шпирни підключені до централізованого електропостачання. Наприкінці 70-х років XX століття був встановлений телефон загального користування.

### Розташування та назва
Шпирни знаходяться на відстані до 1,5 км від села Корнієнки, до 3,5 км від села Попове, до 2,5 км від села Цикали, до 1,5 км від села Бондусі, до 3,5 км від села Рокита, до 5 км від села Володимирівка, до 80 км до міста Полтава, до 7 км від Ґанджоліївки. За офіційно непідтвердженими відомостями назва хутора походить від прізвиська першого поселенця Шпирни. Хутір Шпирни розташований навколо двох Т-подібних перпендикулярних долин. Головна долина тягнеться десятки кілометрів, інша близько 300 метрів. Частини Шпирнів навколо головної долини називали Шпирнами, Степанюками і Капустами, частина хутора з перпендикулярної долини називали Цапирями. Назви усіх частин населеного пункту походять від прізвищ і прізвиська відомих місцевих старожилів.
Навколо Шпирнів існували хутори-супутники: Шкорини, Балки, Малі Корнієнки («Лисиці»). Ці хутори перестали існувати раніше і їх зникнення позитивно впливало на розвиток Шпирнів.

### Природа
Посередині кожної із долин постійно тече так звана річка, яка по усій довжині має додаткові водяні джерела, тому ця річка ніколи не пересихає. Зароджується ця річка на початку обох долин, її довжина близько 10 км, яка є правою притокою відомої річки Псел басейну Дніпра. Насправді ця річка являє собою струмок, проте зустрічаються заболочені місця шириною до 40 метрів з великою кількістю осоки, ряски та інколи очерету. У декількох місцях річку перетворювали у водосховище глибиною 3-5 метрів, яке місцеві мешканці називали ставком.

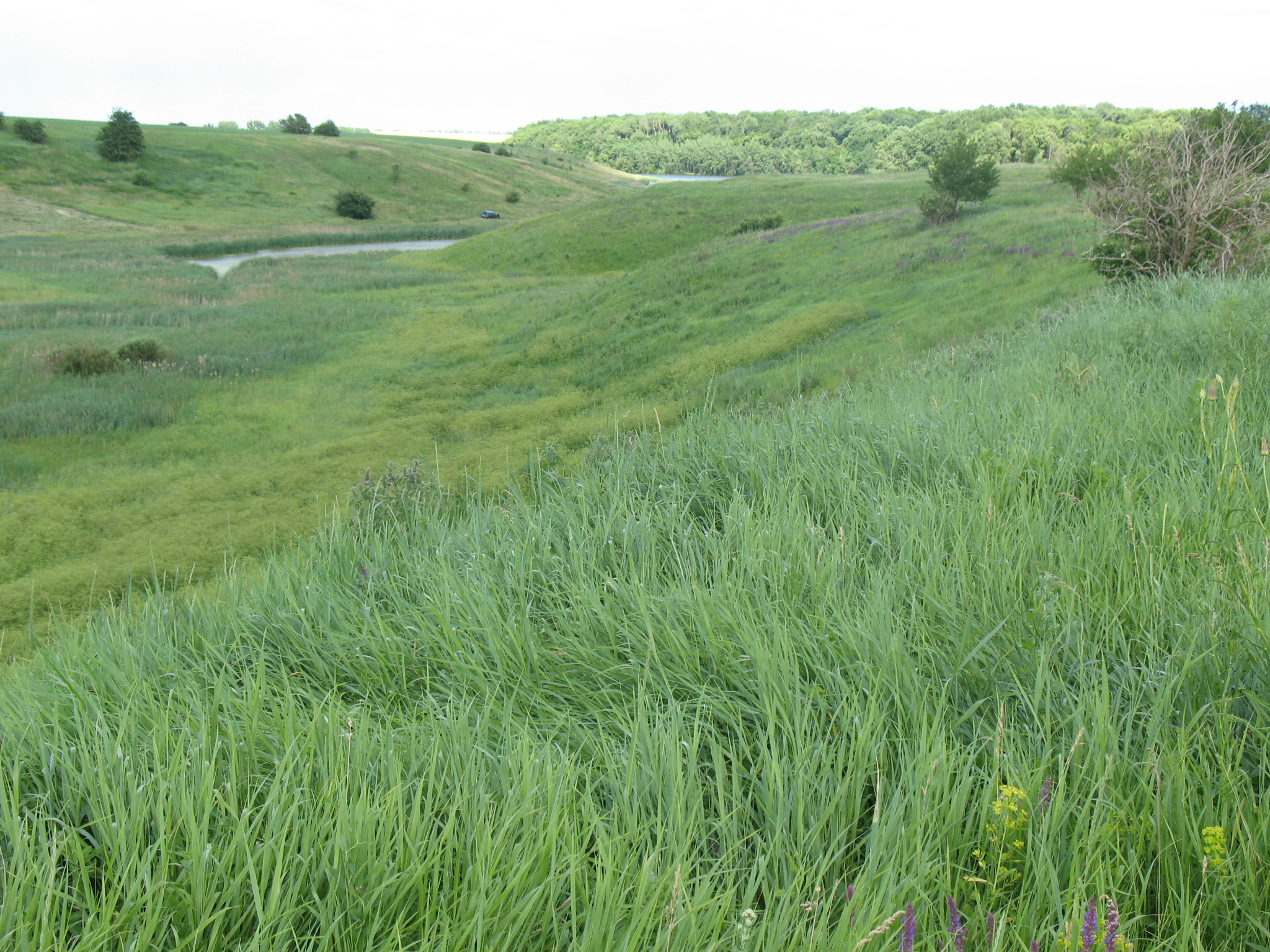
с. Шпирни. Вид на ставок у Гиринцях. (Червень 2012 року)

Ставок природним шляхом зариблюється, у ньому переважають риби родини коропових: карась сріблястий (Carassius gibelio), короп звичайний (Cyprinus carpio), короп дзеркальний. Ставок використовували для водопою корів, коней, телят та для купання і відпочинку хуторян. Земляну греблю використовували як транспортну артерію між двома боками долини.
На схід від Шпирнів південна частина підгір'я головної долини шириною 20-70 метрів покрита мішаними чагарниками та деревами (місцеві мешканці називають лісом). У лісі росте переважно осика, осокір (тополя чорна), ясен звичайний, липа, берест, клен, акація, дуб, ліщина звичайна, шипшина, глід, терен, дика груша, райські яблуні тощо.

## Мешканці Шпирнів

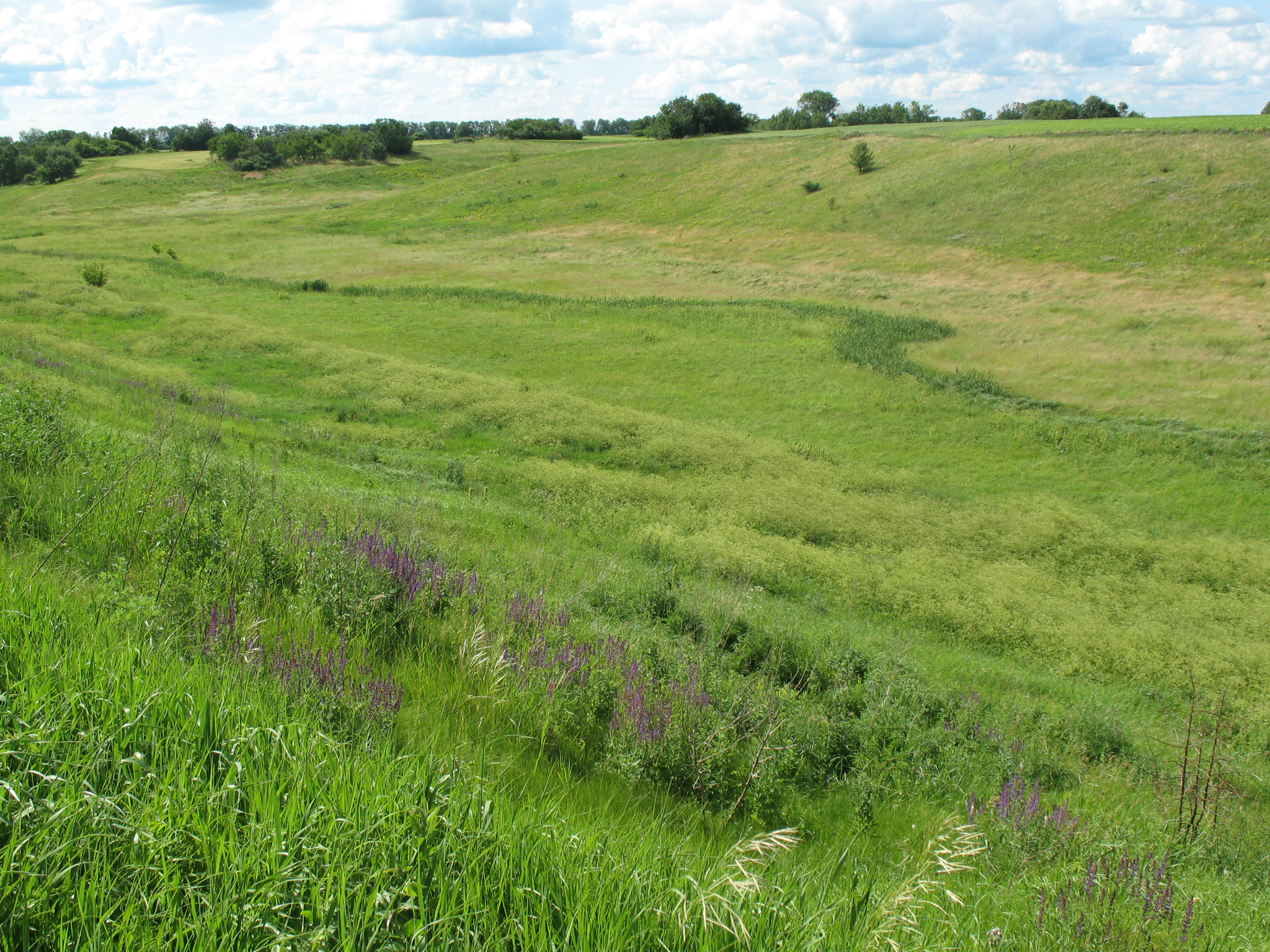
с. Шпирни. Вид на садиби Степанюка П. І. та Степанюка Й. С. (Червень 2012 року)

Етнічне населення Шпирнів складалося виключно із українців православно-християнського обряду. Відвертих атеїстів було 2-3 особи, які в пізньому віці змінили свої відношення до бога і пожалкували про своє антирелігійне минуле. Так, наприклад, Кузьменко Петро Степанович перед своїм відходом у інший світ знищив свій квиток члена КПРС. Його парторганізація вимагала ексгумації після похорон припускаючи, що партійний квиток знаходиться у кишені його піджака. Тільки активна позиція його сина зупинила підготовку до ексгумації.
Шпирни етнічно однорідні — були заселені винятково українцями. Незважаючи на це особливістю можна вважати, що самі мешканці серед своїх хуторян іронічно (як троп) вбачали представників різних націй і заочно їх називали по різному. Наприклад, в залежності від рис характеру, зовнішнього вигляду, відношення до роботи тощо хуторян, як правило іронічно, розрізняли на євреїв, румунів, циган.

## Історія
Отже, не оминув Шпирни ні голодомор 1932—1933 років, проведений радянським урядом, ні сталінський терор 1937—1938 років.
Багато, як правило молодих людей, було депортовано до Німеччини під час Німецько-радянської війни 1941—1945 рр. Біля половини з них у 1945 році повернулися у рідні місця. Дехто переїхав з Німеччини в інші країни Європи і Америки де створили свої сім'ї і мешкали там. Під час повернення з Німеччини дехто пропав безвісти. Подавати у міжнародний розшук своїх родичів було досить ризиковано і небезпечно через КДБ СРСР: це могло закінчитися виселенням до Сибіру або іншими каральними діями. Як правило мешканці робили вигляд, що вони забули про можливе існування своїх родичів за кордоном.
Увесь час у післявоєнні роки при заповненні облікових карток при вступі на роботу часто усі були зобов'язані писати відповідні фрази:
- «мої родичі не перебували на окупованій території»;
- якщо близький родич загинув чи помер, то коли і за якою адресою похований;
- «родичів за кордоном не маю»;
- «я і мої родичі зв'язків з іноземцями не підтримуємо»;
- «я і мої родичі під судом і слідством не перебували» тощо.

У Шпирнах проживали учасники Німецько-радянської війни 1941—1945 рр. нагороджені орденами і медалями.
У Шпирнах довгий час функціонувала Початкова школа (1÷4 класи) з 15÷40 учнів, від 1-го до 3-х вчителів. Довгий час завідував школою ветеран і інвалід 2-ї групи німецько-радянської війни Братік Карпо Григорович. Останні декілька років свого завідування школою він проживав у Великій Багачці за 25 км від Шпирнів. Школа працювала шість днів на тиждень. На неділю він від'їжджав додому автобусом. Дорога від Шпирнів до Великої Багачки була ґрунтовою: якщо проходив великий дощ, то  автобуси не їздили, а вчитель рано вранці виходив пішки з В. Багачки і десь об 11-й годині приходив у Шпирни і після цього проводив заняття школярам.

## Новітня доба

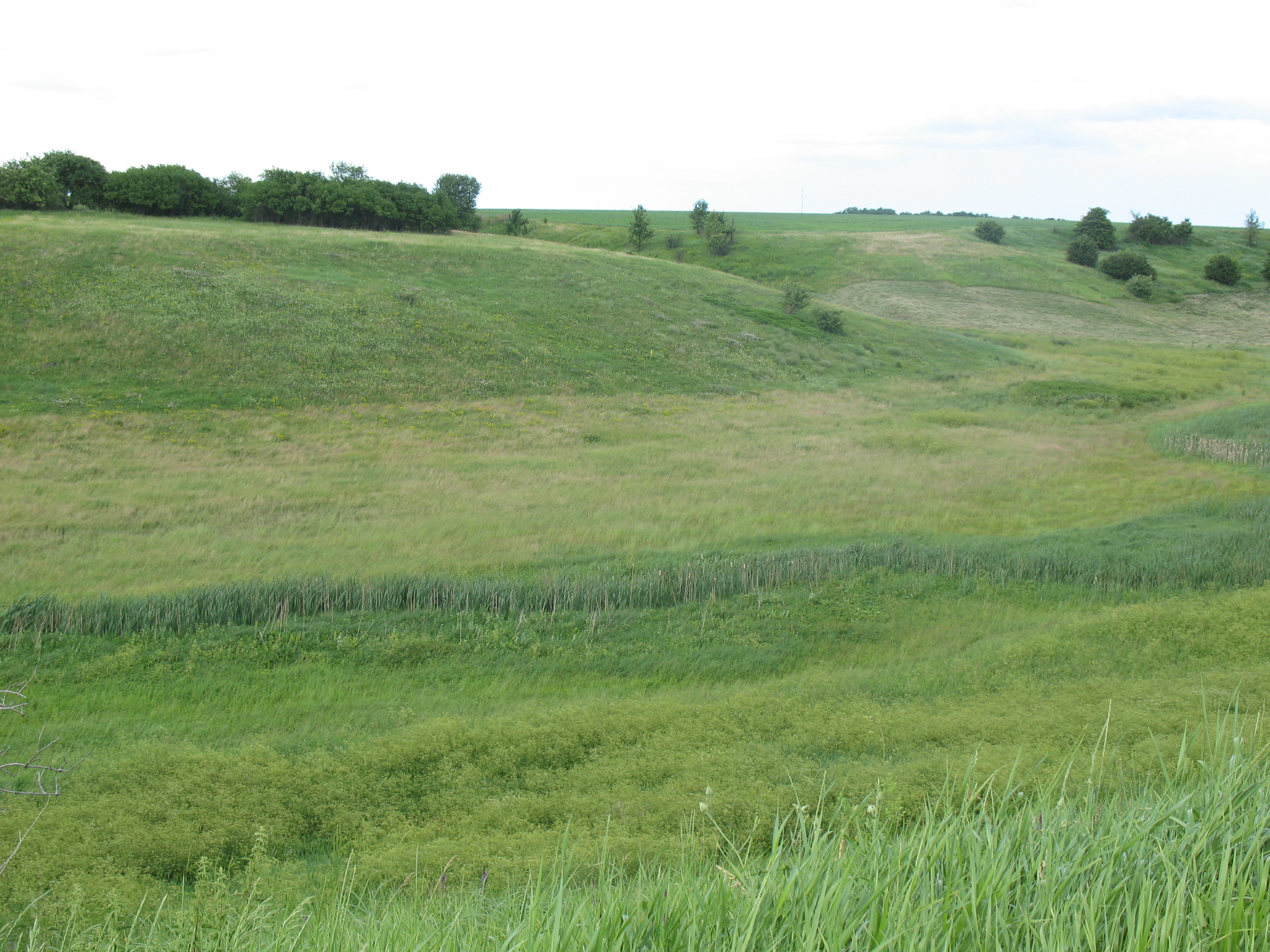
с. Шпирни. Вид на садибу Кур'яна. (Червень 2012 року)

Пізніше Шпирни разом із тисячами інших невеликих хуторів і сіл були віднесені до неперспективних населених пунктів, що призвело до суттєвого відтоку населення і подальшого розорення. За станом середини 2012 року у Шпирнах постійних мешканців немає.